# Territorio de la Bahía de Jervis
El Territorio de la Bahía de Jervis (en inglés: Jervis Bay Territory) es un territorio de Australia. Fue adquirido por el gobierno al estado de Nueva Gales del Sur en 1915 para que la capital federal de Canberra tuviera acceso al mar. Formó parte del Territorio de la Capital Australiana hasta 1989, año en que esta obtuvo autogobierno, después de lo cual se convirtió en un territorio separado administrado por el ministro para los Territorios (Minister for Territories). Sin embargo, sigue formando parte de Canberra en lo que concierne a los asuntos electorales federales. La capital es Sussex Inlet.
Jervis Bay lleva el nombre del almirante británico John Jervis, primer conde de St Vincent.